# Zimnowoda (Silezië)
Zimnowoda is een dorp in de Poolse woiwodschap Silezië. De plaats maakt deel uit van de gemeente Lipie en telt 569 inwoners.